# Sporobulimina
Sporobulimina es un género de foraminífero bentónico de la familia Turrilinidae, de la superfamilia Turrilinoidea, del suborden Buliminina y del orden Buliminida. Su especie tipo es Sporobulimina perforata. Su rango cronoestratigráfico abarca desde el Senoniense (Cretácico superior) hasta el Luteciense (Eoceno medio).

## Discusión
Clasificaciones previas incluían Sporobulimina en el suborden Rotaliina del orden Rotaliida.

## Clasificación
Sporobulimina incluye a las siguientes especies:
- Sporobulimina eocaena †
- Sporobulimina perforata †
- Sporobulimina rajasthanensis †